# Подземни свет: Крвави ратови
Подземни свет: Крвави ратови (енгл. Underworld: Blood Wars) амерички је акциони хорор филм из 2016. године. Режију потписује Ана Ферстер, по сценарију Корија Гудмана. Пети је део филмског серијала Подземни свет и наставак филма Подземни свет: Буђење (2012). Главне улоге тумаче: Кејт Бекинсејл, Тео Џејмс, Лара Пулвер, Џејмс Фокнер и Чарлс Денс.
Приказан је 24. новембра 2016. године. Добио је углавном негативне рецензије критичара и зарадио преко 81 милион долара широм света, у односу на буџет од 35 милиона долара.

## Радња
Под патронатом моћног Маријуса, лајкани су постали моћнији него икада пре, а вампири се налазе на ивици изумирања. Протерана из вампирског племена, Селена ће да удружи снаге са новом и моћном екипом — мистериозним нордијским вампирима. Како је времена све мање, управо ће она морати да одлучи да ли жели да се бори за старе или нове савезнике у овом епском финалном обрачуну након којег можда нико неће остати жив.

## Улоге
| Глумац              | Улога    |
| ------------------- | -------- |
| Кејт Бекинсејл      | Селена   |
| Тео Џејмс           | Дејвид   |
| Лара Пулвер         | Семира   |
| Тобајас Мензиз      | Маријус  |
| Бредли Џејмс        | Варга    |
| Петер Андерсон      | Видар    |
| Џејмс Фокнер        | Касијус  |
| Клементина Николсон | Лена     |
| Дејзи Хед           | Алексија |
| Оливер Старк        | Грегор   |
| Чарлс Денс          | Томас    |